# 서울의료보건고등학교
서울의료보건고등학교(서울醫療保健高等學校)는 대한민국 서울특별시 중구 만리동1가에 있는 사립 고등학교로, 이 학교는 1972년에 서울여자상업학교로 처음 개교되었다.

## 학교 연혁
- 1971년 5월 : 재단법인 경흥학원 인가
- 1972년 3월 : 서울여자상업학교 인가
- 1974년 1월 : 문교부로부터 고등학교 학력인정 받음
- 1974년 2월 : 재단법인 경흥학원을 학교법인 경흥학원으로 변경 인가
- 1975년 1월 : 74학년도 제1회 졸업식
- 1992년 10월 : 경기여자상업고등학교 20학급 인가
- 2010년 9월 : 학과변경승인 (보건경영과 2학급, 보건간호과 2학급, 치의보건간호과 1학급)
- 2010년 10월 : 2010 '교육청 지원형' 특성화 고등학교 선정
- 2020년 3월 : 경기여자상업고등학교에서 서울의료보건고등학교로 교명 변경
- 2020년 9월 : 제13대 김영구 교장 취임
- 2021년 2월 : 제46회 졸업식
- 2021년 3월 : 제49회 입학식

## 설치 학과
- 보건간호과
- 보건경영과
- 치의보건간호과

## 참고 자료
- 서울의료보건고등학교 - 한국교육학술정보원 학교알리미